# Uomini selvaggi
Uomini selvaggi (Wild Rovers) è un film western del 1971 diretto da Blake Edwards.

## Trama
L'anziano Ross Bodine e il giovane Frank Post, due cow-boy che lavorano nella fattoria del signor Waltern Buckman, stanchi della vita modesta fino allora condotta, si accordano per svaligiare una banca. Impadronitisi di 36.000 dollari, cominciano la loro marcia verso il Messico, dove intendono cominciare una nuova, più confortevole esistenza. Al loro inseguimento si lancia un nutrito gruppo di uomini, fra i quali i due figli di Buckman, John e Paul. I due fuggitivi, stremati dalla faticosa marcia, giungono finalmente al confine, mentre gli inseguitori, a eccezione dei due fratelli Buckman, desistono dal proseguire. In uno scontro con alcuni giocatori di poker, Frank Post rimane ferito a una gamba; nonostante le cure prodigategli dal complice, le sue condizioni  si aggravano fino a condurlo alla morte. Ross Bodine muore in uno scontro a fuoco con i fratelli Buckman.

## Produzione
È l'unico western diretto da Blake Edwards, regista specializzato in commedie brillanti. 

Previsto per una durata di 3 ore, il film è stato rimontato dallo studio MGM, contro la volontà del suo regista, per ridurlo ad una durata di circa 2 ore.